# Condado de Chełm
Nota linguística: Não confundir hrabstwo (condado) com powiat (divisão administrativa)..
Condado de Chełm (polaco: powiat chełmski) é um powiat (condado) da Polónia, na voivodia de Lublin. A sede do condado é a cidade de Chełm. Estende-se por uma área de 1779,64 km², com 73 709 habitantes, segundo os censos de 2005, com uma densidade 41,42 hab/km².

## Divisões admistrativas
O condado possui:
Comunas urbanas: Rejowiec Fabryczny
Comunas rurais: Białopole, Chełm, Dorohusk, Dubienka, Kamień, Leśniowice, Rejowiec, Rejowiec Fabryczny, Ruda-Huta, Sawin, Siedliszcze, Wierzbica, Wojsławice, Żmudź
Cidades: Rejowiec Fabryczny

## Demografia
População (dados de 30 de Junho de 2005):
|          | Total   | Total | Mulheres | Mulheres | Homens  | Homens |
| -------- | ------- | ----- | -------- | -------- | ------- | ------ |
|          | pessoas | %     | pessoas  | %        | pessoas | %      |
| Total    | 73 709  | 100   | 37 276   | 50,6     | 36 433  | 49,4   |
| Cidades  | 4569    | 100   | 2353     | 51,5     | 2216    | 48,5   |
| Povoados | 69 140  | 100   | 34 923   | 50,5     | 34 217  | 49,5   |